# Pakruojis (gemeente)
Pakruojis is een van de 60 Litouwse gemeenten, in het district Šiauliai.
De hoofdplaats is de gelijknamige stad Pakruojis. De gemeente telt 29.500 inwoners op een oppervlakte van 1316 km².

## Plaatsen in de gemeente
Plaatsen met inwonertal (2001):
- Pakruojis – 6057
- Linkuva – 1797
- Žeimelis – 1216
- Klovainiai – 980
- Rozalimas – 928
- Lygumai – 664
- Pakruojo kaimas – 576
- Jovarai – 563
- Linkavičiai – 517
- Petrašiūnai – 475